# إد فلاندرز
إد فلاندرز (بالإنجليزية: Ed Flanders)‏ مواليد 29 ديسمبر 1934 في منيابولس، الولايات المتحدة - الوفاة 22 فبراير 1995 في كاليفورنيا، الولايات المتحدة، هو ممثل أمريكي بدأ مسيرته الفنية سنة 1967. كما أنه من الفائزين بجائزة إيمي. فاز بجائزة توني. امتدت مسيرته الفنية لأكثر من 28 عاما.

## الأعمال

### مسلسلات
- ميشين إمبوسيبول
- مانيكس
- أيرون سايد
- هاواي فايف أو

## روابط خارجية
- إد فلاندرز على موقع IMDb (الإنجليزية)
- إد فلاندرز على موقع ألو سيني (الفرنسية)
- إد فلاندرز على موقع تيرنر كلاسيك موفيز (الإنجليزية)
- إد فلاندرز على موقع أول موفي (الإنجليزية)
- إد فلاندرز على موقع قاعدة بيانات برودواي على الإنترنت (الإنجليزية)
- إد فلاندرز على موقع قاعدة بيانات الأفلام السويدية (السويدية)
- إد فلاندرز على موقع إن إن دي بي (الإنجليزية)
- إد فلاندرز على موقع قاعدة بيانات الفيلم (الإنجليزية)
- إد فلاندرز على موقع كينوبويسك (الروسية)